# Schoemanshoek
Schoemanshoek és un assentament a la ruta regional R328 entre Oudtshoorn i Swartberg a la província sud-africana del Cap Occidental. El poble es troba a la vora del riu Grobbelaars en una vall on es cultiven tabac, alfals i fruites de fulla caduca. El lloc està just a sud de Schoemanspoort a la mateixa carretera.